# Threads
Threads是Meta Platforms旗下的社交網絡平台。此平台與Instagram連通，用戶可透過Instagram帳戶註冊使用Threads。用戶可以在平台上發表相片及文字貼文。其功能类似于X（原Twitter），用户可以发布文本、图片和视频，并通过回复、转发和点赞与其他用户的帖子互动。该应用程序可在iOS和Android设备上使用；网页版相较于应用功能有限。Threads在发布后成为历史上用户增长最快的应用程序，在前五天内就获得了超过1亿用户，打破了ChatGPT之前创下的纪录。然而，这一早期成功并未持续，到2023年7月底，该应用的用户基数骤降超过 80%，仅剩800万日活跃用户。

## 歷史
隨著2022年10月埃隆·马斯克收购推特後，推特的競爭對手企圖減少其使用者數量。在11月的一場會議中，Meta的員工構思出了一個Instagram的新功能，亦即是所謂的「Instagram Notes」。後來，該功能延伸為一個以文字為主的社交媒體應用程式。Threads的開發工程始於2023年1月。在同年3月，18电视网集团獲得到該應用程式的開發資訊，並稱該應用程式的代碼為「P92」。在6月，The Verge發佈了Meta「92號項目」會議的詳細內容，並稱Meta的首席產品官克里斯·考克斯將其稱為「對Twitter的回應」。據悉，Meta在當時亦邀請了不同名人，如达赖喇嘛、奧花·雲費等使用該應用程式。
7月，開發者阿里山德羅·費魯奇在Twitter公佈，「92號項目」在Google Play上以「Threads」的名稱發布。該應用程式在數小時後遭到移除，但費魯奇發布了許多該應用程式的預覽圖。
7月3日，Threads 在App Store上發布，於7月6日起供用戶下載。後來，其發布時間提早到北美东部时区2023年7月5日下午7點。
2023年7月11日，馬克·朱克伯格宣布Threads的註冊用戶數突破1億。
2023年8月22日，Meta推出了Threads應用程式網頁版。
2023年12月14日，由於監管公司提出的用戶隱私法規相關問題，延遲5個月後Threads才正式在歐盟推出。

## 外觀與特點
Threads擁有類似於Twitter 的用戶體驗、介面及功能。此外，其系統亦與Instagram有著緊密的關係，该平台可利用Instagram的账户登入。
Threads未来将兼容ActivityPub，这意味着Fediverse的社交平台實例（例如Mastodon和Misskey）可以选择与Threads互通幾乎所有内容。

### 與Instagram的帳戶聯動
用戶需要擁有Instagram帳戶才能使用Threads。Threads是Instagram的陪伴應用，它使用Instagram來驗證用戶身份並連接到他們的社交網絡。
Threads和Instagram的帳戶緊密聯繫在一起。在默認的情況下，兩個社交媒體平台共享相同的用戶名、頭像和顯示名稱，但同時，用戶也可以自己決定頭像和顯示名稱。此外，如果用戶在Instagram上追蹤了某個人，用戶可以選擇在Threads上是否也要追蹤他們。
一開始時，如果用戶選擇刪除Threads賬戶，用戶的Instagram賬戶將會一起被刪除，但到了2023年12月，這個要求已經取消了，用戶如今可以刪除或暫時停用Threads帳戶而不影響自身的Instagram帳戶。

### 設備兼容性
Threads可在蘋果的iOS和谷歌的Android平台的移動客戶端上使用。Threads還在網頁瀏覽器上提供。

### 審查
在伊朗政府已封鎖話題，將其添加到該國受審查的社交媒體平台的廣泛列表中。 儘管受到防火長城的審查，但Threads還是進入了中國大陸iOS蘋果應用商店的前四名免費社交應用。俄羅斯在Threads推出一天后就封鎖了它。

### 廣告
Threads目前不含廣告，然而透過廣告實現收益的計劃已幾乎確認會在不遠的將來實施。Meta執行長扎克伯格表示，只有在該應用程式擁有「數億」用戶之後，才會實現收益化。

## Threads在中文圈
Threads推出初期，软件的中文主流用户非常侷限于台澎金马地区，下方关于译名的讨论仅包括次地区内的讨论内容。
Meta旗下如Facebook、Instagram、WhatsApp等產品多無正式中文譯名，而Threads本身也不例外，初期介面僅定義由「Threads」發布的貼文為「Thread」。
在官方無中文翻譯的情況下，由綜合口味於Threads上線第一天時所提議的音譯翻譯「脆」、「脆的」、「脆死」成為臺灣最常用的中文通稱，使用「脆」的網友們之間會互稱「脆友」；不過偏好音譯的中文使用者族群並不是全部都滿意「脆」的用法，分別提出了「碎」、「碎紙」、「吹」、「睡」、「穗子」、「說」等，也有網友提出仿照Instagram簡稱「哀居（IG）」，將Threads稱為「踢滴（TD）」，Threads上亦有人以台語音譯為「說誌（suè-tsì／ㄙㄨㆤ˪ㄐㄧ˪）」。
後來官方更新介面和說明文件時以「串文」取代「Thread」。另外Instagram網頁的切換頁面將Threads翻作「對話串」。之後，引發部分中文使用者認為Threads應譯為「串」或「串串（很多串）」或「串們（串s）」；但官方仍然無定義「Threads」的正式翻譯，因此認為應由「Thread」早已行之有年的既有翻譯「執行緒」或「執行線」取其義，以「緒」或「線」進行意譯的人也不在少數。
而堅持不翻譯直接稱呼「Threads」的使用者也不少，如藝人許孟哲曾發文糾正「脆」的稱呼，但遭網友批評。
2024的1月到3月之中，Threads幾乎每天都是台灣的App Store和Google Play排行榜中下載次數最多的社群網路應用程式，超越了全世界所流行的各個社交平台。
而臺灣的政治人物通常以親民的方式經營Threads帳號，並且通常結合政治和生活方式的貼文。例如中華民國前總統陳水扁（@chenshuibian88）在2023年12月登錄Threads，隨後因為協助高中生回答公民科段考考卷中的法律問題而獲得許多好評。
內華達大學拉斯維加斯分校政治學助理教授王宏恩的研究顯示，從2023年11月開始至2024年中華民國總統選舉期間，大量用戶開始活躍於Threads。
在2024年立法院改革爭議期間，參與者多以Threads傳播集會消息、文宣；為集會參與者免費提供資源之人士亦在本程式分享相關資訊，為Threads在台灣首次出現社會運動串聯。